# Kypfärgning
Kypfärgning är en metod att färga växtbaserade textilier såsom bomull och linne samt proteinfiber såsom ull och silke. Kypfärger  benämns ofta som batikfärg i detaljhandeln, dock är inte all batikfärg som säljs kypfärg.
Kypfärgämnen är färgämnen som måste reduceras med järnvitriol eller hyposulfitsoda till en färglös förening  (indigovitt) för att kunna lösas i alkaliskt bad (kyp). I tyg eller garn, som doppas däri och sedan får hänga i luften, återbildas färgämnet genom oxidation.
Den färgande substansen som finns i indigo, indigotin, är den enda substansen i växtriket som ger en kypfärg Samma färgämne finns i vejde, som också använts för blåfärgning av textilier.